# Georgios Panagulis
Georgios Panagulis (... – Pireo, scomparso nel novembre 1967) è stato un militare greco, resistente alla dittatura dei colonnelli.

## Biografia
Fratello di Alekos Panagulis, resistente greco, entrò nell'esercito della repubblica ellenica assurgendo al grado di tenente. Con l'avvento della dittatura dei colonnelli del 21 aprile 1967, rifiutò di appoggiare il regime militare e aderì al movimento di resistenza.
Congedato con disonore, nel mese di agosto Giorgios Panagulis fuggì in Turchia cercando invano rifugio presso l'ambasciata italiana, poi in Siria, in Libano e infine in Israele con l'intento di raggiungere l'Italia imbarcandosi ad Haifa.
Arrestato dalla polizia israeliana fu riconsegnato alle autorità greche, nonostante non esistessero relazioni diplomatiche fra Grecia e Israele. Nel novembre 1967 scomparve dalla nave "Anna Maria", che da Haifa andava al Pireo e lasciando il dubbio o che sia morto in seguito ad un tentativo di fuga oppure che venne ucciso e gettato fuori bordo. Ne parla Oriana Fallaci, quando intervista il fratello: "Un albero era morto quasi sei anni prima: Giorgio". Secondo la Fallaci, Alekos diceva che il fratello era scomparso nella nave diretta da Haifa al Pireo, (dove le autorità israeliane lo stavano restituendo ai greci) e il corpo non era più stato trovato.
A ricordo del fratello, Alekos compose una poesia di 222 versi intitolata: A mio fratello, tenente Giorgio Panagulis 